# Biblia Makarego
Biblia Makarego – rosyjskojęzyczny przekład Pisma Świętego dokonany w XIX wieku przez archimandrytę Makarego (Głuchariowa) i Gierasima Pietrowicza Pawskiego. Wydany przez Towarzystwo Strażnica w 1997 roku. Jest wykorzystywany przez Świadków Jehowy posługujących się językiem rosyjskim. Przekład ten dostępny jest w darmowej aplikacji dla urządzeń cyfrowych JW Library oraz na jw.org.

## Historia wydań
Przetłumaczenia Starego Testamentu dokonali wspomniani językoznawcy, duchowni Rosyjskiego Kościoła Prawosławnego archimandryta Makary (Głuchariew) oraz Gierasim Pietrowicz Pawski.
Profesor hebraistyki Petersburskiej Akademii Duchownej, Gierasim P. Pawski, w 1821 roku zakończył tłumaczenie Księgi Psalmów. Po zatwierdzeniu przez cara, przekład Księgi Psalmów został wydany w styczniu 1822 roku (wznawiany dwunastokrotnie osiągnął łączny nakład 100 000 egzemplarzy). W roku 1824 metropolita Serafin (Głagolewski) zwrócił się z prośbą do cara o rozwiązanie Rosyjskiego Towarzystwa Biblijnego. W kwietniu 1826 roku pod wpływem środowisk konserwatywnych decyzją cara rozwiązano Rosyjskie Towarzystwo Biblijne, które tłumaczyło fragmenty Biblii z języka cerkiewnosłowiańskiego – używanego wówczas tylko w liturgii na język rosyjski.
Nie zrażając się tym, profesor Pawski dalej tłumaczył wersety biblijne na rosyjski dla celów pedagogicznych, podczas swoich wykładów ze studentami, oni ręcznie je przepisywali i z czasem zebrali w jedną całość. Trzykrotnie (w 1838, 1840 i 1841) wydrukowali na prasach akademickich 150 egzemplarzy przekładu Pawskiego (tzw. Biblii Pawskiego). Informacja o istnieniu Biblii Pawskiego szybko wyszła poza kręgi akademickie; za pośrednictwem studentów jej kopie pozyskiwali dla siebie duchowni niezwiązani z uczelnią, w tym rektor seminarium duchownego w Tobolsku archimandryta Benedykt oraz biskup tobolski Atanazy.
Po donosie, jaki wysłał do oberprokuratora Świątobliwego Synodu Rządzącego wykładający w Akademii mnich Agatangel (w którego ocenie przekład zawierał błędy i nie powinien być dalej rozpowszechniany), w 1843 roku Synod nakazał skonfiskować i zniszczyć istniejące rękopisy i odbitki litograficzne przekładu. Konsekwencją tego wydarzenia (nazwanego następnie „sprawą Pawskiego”) było zarzucenie planów dokonania pełnego przekładu Biblii na współczesny język rosyjski oraz ograniczenie prowadzenia przez rosyjskich duchownych prawosławnych badań biblistycznych. Cerkiewni cenzorzy, obawiając się zarzutów o działanie wbrew wytycznym Synodu, w kolejnych latach wielokrotnie uniemożliwiali druk tekstów, w których znalazła się choćby parafraza wersetów biblijnych w języku rosyjskim.
Archimandryta Makary był rosyjskim misjonarzem. Już w wieku 7 lat tłumaczył na łacinę krótkie teksty rosyjskie, a mając 20 lat znał m.in. język hebrajski, niemiecki i francuski. Makary w latach 1830–1844 ewangelizował Ałtaj, inicjując działanie rosyjskiej misji w tym regionie. W tym też okresie przetłumaczył na miejscowe języki wszystkie Ewangelie, część Dziejów Apostolskich oraz część Psalmów. Makary chciał zreformować działalność misyjną w Rosji. Jego zdaniem, zanim chrześcijaństwo będzie mogło dotrzeć do rosyjskich muzułmanów czy żydów, Kościół musi zakładać szkoły i rozpowszechniać Biblię po rosyjsku. Do roku 1839 Makary przełożył Księgę Izajasza i Księgę Hioba. W tym też roku Makary nie otrzymał od synodu pozwolenia na tłumaczenie Starego Testamentu na j. rosyjski. 11 kwietnia Makary otrzymał pokutę za tłumaczenie Biblii, którą odprawiał od grudnia 1841 roku do stycznia 1842 roku w domu biskupa w Tomsku. Następnie rozpoczął tłumaczenie reszty Biblii. Zdobył kopię tłumaczenia Pawskiego i porównywał z nim swoje tłumaczenie. Tak jak Pawski, który umieścił w swoim przekładzie Psalmów 35 razy imię Jehowa (Іегова) – Makary w całym swym tłumaczeniu umieścił je ponad 3500 razy.
W 1856 roku synod zaaprobował tłumaczenie Biblii na rosyjski. W latach 1860–1867 na łamach czasopisma religijnego Prawosławnoje obozrienije w serii Eksperymentalne tłumaczenie na język rosyjski drukowano kolejne fragmenty Biblii w przekładzie Makarego. Za aprobatą synodu w 1876 roku opublikowano całą Biblię znaną jako „Przekład synodalny”, na podstawie tłumaczeń Pawskiego i Makarego (zachowując imię Jehowa tylko w kilku miejscach).
W 1993 roku odkryto w dziale książek unikatowych Rosyjskiej Biblioteki Narodowej w Sankt Petersburgu stare numery czasopisma „Prawosławnoje obozrienije” z przekładem rosyjskim całego Starego Testamentu. Zarząd owej biblioteki pozwolił Świadkom Jehowy sporządzić jego kopię do druku. W styczniu 1997 roku we Włoszech wydrukowano prawie 300 tysięcy Biblii Makarego w języku rosyjskim. Oprócz większości ksiąg Pism Hebrajskich w przekładzie Makarego wydanie to zawiera Psalmy w tłumaczeniu Pawskiego oraz zatwierdzony przez Kościół prawosławny Nowy Testament z Przekładu synodalnego. W styczniu 1997 roku odbyła się konferencja prasowa w Sankt Petersburgu, gdzie ogłoszono wydanie tej Biblii. Wydanie tej Biblii Świadkowie Jehowy zinterpretowali jako swój znaczący wkład w sferze biblistyki i literatury rosyjskiej.